# Landsarkivet i Uppsala

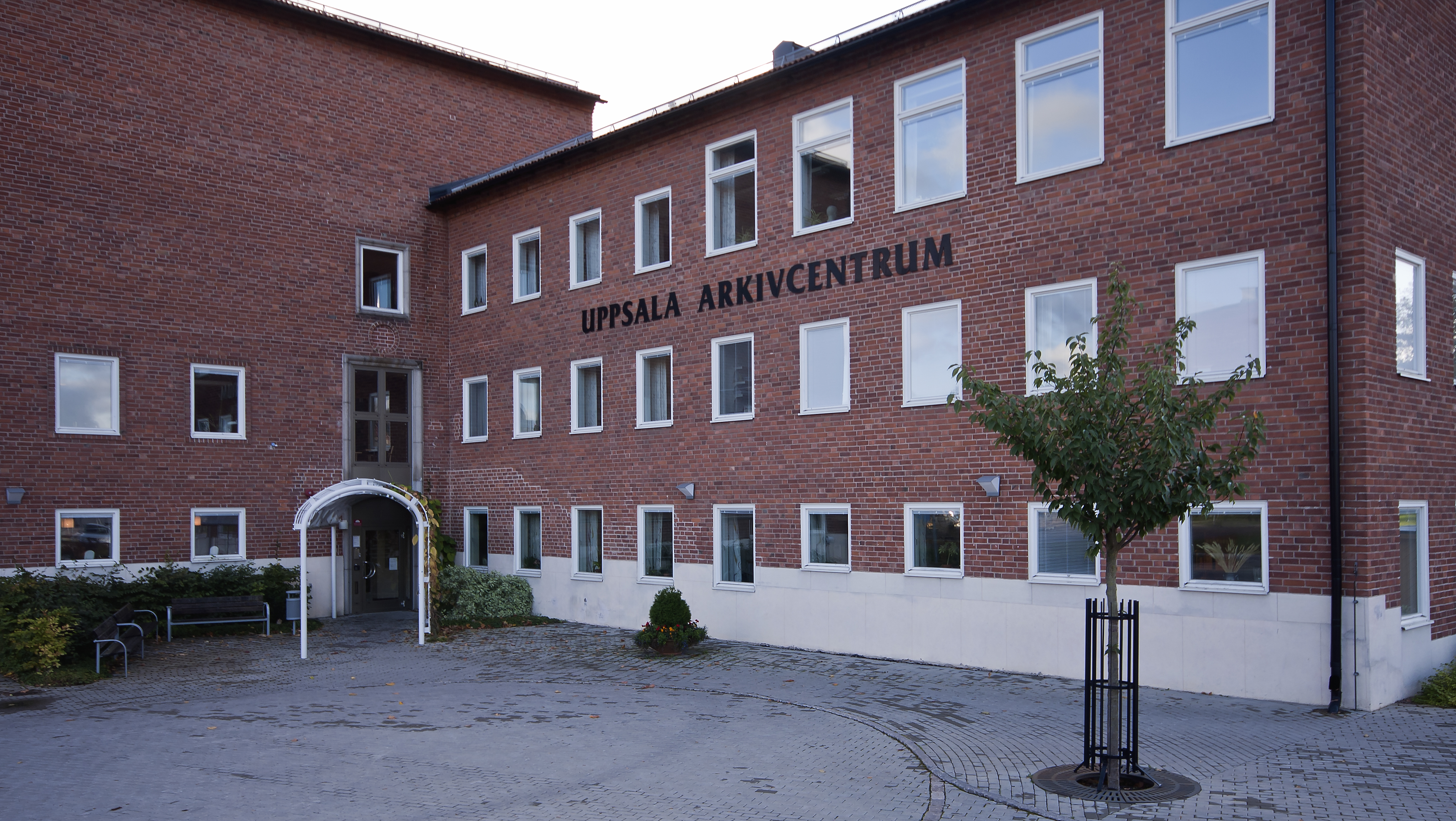
Uppsala arkivcentrum.

Landsarkivet i Uppsala, ibland förkortat ULA, inrättades 1903 och existerade som självständig arkivmyndighet fram till 2010 då det blev en avdelning inom Riksarkivet. På landsarkivet förvaras i första hand handlingar från regionala och lokala statliga myndigheter inom ett distrikt som omfattar Uppsala, Södermanlands, Örebro, Västmanlands och Dalarnas (Kopparbergs) län. Exempel på myndigheter vilkas arkiv finns på landsarkivet är församlingar i Svenska kyrkan, polismyndigheter, domstolar och fångvårdsanstalter. Även en del enskilda arkiv förvaras här, exempelvis bruksarkiv, gårdsarkiv och personarkiv.
Landsarkivet inrymdes vid sin tillkomst i Uppsala slott. Lokalerna valdes av sparsamhetsskäl och tedde sig redan från början otidsenliga. De mest akuta förvaringsproblemen löstes efterhand genom skapandet av depåer på skilda håll i Uppsala. Först 1993 flyttade landsarkivet till nya lokaler i "Uppsala arkivcentrum", där hela den inre verksamheten nu är samlad. I Uppsala arkivcentrum finns också Institutet för språk och folkminnen. 